# James B. Clark
James B. Clark (Stillwater, 14 maggio 1908 – Woodland Hills, 19 luglio 2000) è stato un regista e montatore statunitense.

## Filmografia parziale

### Regista

#### Cinema
- Under Fire (1957)
- Sierra Baron (1958)
- Il generale dei desperados (Villa!!) (1958)
- Sangue fiammingo (A Dog of Flanders) (1959)
- Il grande spettacolo (The Big Show) (1961)
- Tamburi d'Africa (Drums of Africa) (1963)
- L'isola dei delfini blu (Island of the Blue Dolphins) (1964)
- La meravigliosa avventura di Sam e l'orsetto lavatore (My Side of the Mountain) (1969)
- The Little Ark (1972)

#### Televisione
- Studio One – serie TV, 3 episodi (1958)
- Avventure in paradiso (Adventures in Paradise) – serie TV, 4 episodi (1961-1962)
- La leggenda di Jesse James (The Legend of Jesse James) – serie TV, 4 episodi (1965-1966)
- Batman – serie TV, 15 episodi (1966-1967)
- Selvaggio west (The Wild Wild West) – serie TV, 4 episodi (1967-1968)
- Lassie – serie TV, 4 episodi (1969-1971)

### Montatore
- Sangue gitano (Wings of the Morning), regia di Harold D. Schuster (1937)
- Il manto rosso (Under the Red Robe), regia di Victor Sjöström (1937)
- So This Is London, regia di Thornton Freeland (1939)
- Com'era verde la mia valle (How Green Was My Valley), regia di John Ford (1941)
- Condannatemi se vi riesce! (Roxie Hart), regia di William A. Wellman (1942)
- I cavalieri azzurri (Ten Gentlemen from West Point), regia di Henry Hathaway (1942)
- Tra le nevi sarò tua (Iceland), regia di H. Bruce Humberstone (1942)
- Ragazza cinese (China Girl), regia di Henry Hathaway (1942)
- Il sergente immortale (Immortal Sergeant), regia di John M. Stahl (1943)
- Marito a sorpresa (Holy Matrimony), regia di John M. Stahl (1943)
- Buffalo Bill, regia di William A. Wellman (1944)
- Le chiavi del paradiso (The Keys of the Kingdom), regia di John M. Stahl (1944)
- Capitano Eddie (Captain Eddie), regia di Lloyd Bacon (1945)
- Femmina folle (Leave Her to Heaven), regia di John M. Stahl (1945)
- Rose tragiche (Moss Rose), regia di Gregory Ratoff (1947)
- Schiavo del passato (The Late George Apley), regia di Joseph L. Mankiewicz (1947)
- Le mura di Gerico (The Walls of Jericho), regia di John M. Stahl (1948)
- I quattro rivali (Road House), regia di Jean Negulesco (1948)
- Ero uno sposo di guerra (I Was a Male War Bride), regia di Howard Hawks (1949)
- Bill sei grande! (When Willie Comes Marching Home), regia di John Ford (1950)
- Il comandante Johnny (You're in the Navy Now), regia di Henry Hathaway (1951)
- Il segreto del lago (The Secret of Convict Lake), regia di Michael Gordon (1951)
- Operazione Cicero (Five Fingers), regia di Joseph L. Mankiewicz (1952)
- Corriere diplomatico (Diplomatic Courier), regia di Henry Hathaway (1952)
- Squilli di primavera (Stars and Stripes Forever), regia di Henry Koster (1952)
- Primo peccato (Dreamboat), regia di Claude Binyon (1952)
- Tempeste sul Congo (White Witch Doctor), regia di Henry Hathaway (1953)
- Operazione mistero (Hell and High Water), regia di Samuel Fuller (1954)
- Il prigioniero della miniera (Garden of Evil), regia di Henry Hathaway (1954)
- Destino sull'asfalto (The Racers), regia di Henry Hathaway (1955)
- La casa di bambù (House of Bamboo), regia di Samuel Fuller (1955)
- Mia moglie è di leva (The Lieutenant Wore Skirts), regia di Frank Tashlin (1956)
- 23 passi dal delitto (23 Paces to Baker Street), regia di Henry Hathaway (1956)
- I diavoli del Pacifico (Between Heaven and Hell), regia di Richard Fleischer (1956)
- Gangster cerca moglie (The Girl Can't Help It), regia di Frank Tashlin (1956)
- Un amore splendido (An Affair to Remember), regia di Leo McCarey (1957)